# Euselasia janigena
Euselasia janigena is een vlindersoort uit de familie van de prachtvlinders (Riodinidae), onderfamilie Euselasiinae.
Euselasia janigena werd in 1919 beschreven door Stichel.